# Osservatorio astronomico di Capodimonte
L'Osservatorio astronomico di Capodimonte è la sezione napoletana dell'Istituto Nazionale di Astrofisica, INAF, il principale ente italiano per la ricerca astronomica e astrofisica da terra e dallo spazio. L'Osservatorio di Napoli è impegnato nelle principali linee di ricerca della moderna astrofisica in collaborazione con le università e con altre istituzioni nazionali ed internazionali.
A Capodimonte si studiano il Sole e il Sistema Solare attraverso l'analisi delle polveri cosmiche e la costruzione di strumenti per le principali missioni spaziali dell'ESA e dell'ASI. Con le osservazioni realizzate ai grandi telescopi dell'ESO, dislocati nel deserto di Atacama in Cile, si indaga la vita delle stelle, dalla loro formazione sino agli ultimi stadi evolutivi caratterizzati dalle grandi esplosioni di supernovae e di lampi gamma, questi associati, in qualche caso all'emissione di onde gravitazionali.
Con le osservazioni dei satelliti si studiano le proprietà fisiche di oggetti estremi come le stelle di neutroni e i buchi neri, mentre con le ricerche sull'evoluzione e sulla dinamica delle galassie si comprendono le proprietà della materia oscura. Si progettano strumenti di nuova generazione per i grandi telescopi del futuro come E-ELT. L'Osservatorio di Napoli, la più antica istituzione scientifica partenopea, svolge anche un importante ruolo per la promozione e diffusione sul territorio della cultura scientifica e delle conoscenze astronomiche.

## Storia
Voluto da Ferdinando IV nel 1791, l'Osservatorio astronomico di Napoli ebbe una sede operativa presso l'antico monastero di san Gaudioso a Caponapoli con decreto del 29 gennaio 1807 di Giuseppe Bonaparte. L'astronomo Giuseppe Cassella fu il primo direttore della specola partenopea. Con l'arrivo sul trono di Napoli di Gioacchino Murat, l'astronomo Federigo Zuccari ottenne dal re francese l'ordine che si costruisse un nuovo edificio dalle forme monumentali. Murat approvò l'impresa l'8 marzo del 1812 e il 4 novembre fu posta la prima pietra del nuovo osservatorio con una solenne cerimonia presieduta dal ministro Giuseppe Zurlo.
Per l'edificazione dell'osservatorio astronomico si scelse la collina di Miradois, un'altura vicina alla reggia di Capodimonte a Napoli che prendeva il nome dalla villa cinquecentesca del marchese di Miradois, reggente della Gran Corte della Vicaria, da dove si può ammirare il panorama della città e del golfo di Napoli. Il progetto fu affidato all'architetto Stefano Gasse che realizzò un grandioso e monumentale edificio in stile neoclassico, il primo che si progettasse nella capitale del Regno di Napoli. I lavori terminarono nel 1819, quando sul trono era ritornato Ferdinando I di Borbone, sotto la supervisione dell'astronomo Giuseppe Piazzi e dell'architetto Pietro Bianchi. La sera del 17 dicembre 1819 l'astronomo compì la prima osservazione dal nuovo osservatorio osservando la stella α Cassiopea.
Gli astronomi di Capodimonte si muovevano sul filone classico dell'astronomia di posizione e rispondevano alla vocazione pratica e quotidiana del tipico osservatorio ottocentesco: la misura e regolazione del tempo civile, ossia l'indicazione del tempo esatto, e le rilevazioni di carattere meteorologico. L'apertura verso altre scienze non fu favorita: eppure, è proprio dagli interscambi tra matematica, chimica e fisica che nacque e si sviluppò a livello internazionale il nuovo settore dell'astrofisica. La specola di Capodimonte s'inserì in un circuito di lavoro internazionale. Solo dal 1912, con la direzione di Azeglio Bemporad (1912-1932) ci si incominciò ad interessare di astrofisica.
Prima dell'istituzione dell'Osservatorio, già nel 1732 Celestino Galiani aveva promosso la formazione di un osservatorio anche a Napoli presso il forte di sant'Elmo.  Successivamente, nel 1750, il professore di astronomia Felice Sabatelli  avanzò la proposta di fissarlo nel complesso militare di Pizzofalcone e poi, il 28 marzo 1791, Ferdinando IV acconsentì che si creasse una specola astronomica nell'ala nord est dell'attuale museo archeologico nazionale. Il sito non fu ritenuto idoneo e dell'antico progetto dell'architetto Pompeo Schiantarelli e dell'astronomo Cassella fu realizzata la sola meridiana nel salone centrale dell'edificio.
La Specola di Capodimonte si può annoverare tra gli istituti internazionali più attivi e prestigiosi.
Nel 2012, in occasione dei 200 anni dalla fondazione dell'Osservatorio di Capodimonte, è stato emesso un francobollo per celebrare l'anniversario.
Sempre nel 2012, la collaborazione tra l'osservatorio di Capodimonte e l'ESO ha portato alla realizzazione del primo telescopio medio-grande progettato e realizzato in Italia, è il VLT survey telescope in Cile.

## Organizzazione
La ricerca dell'INAF-OAC si articola in progetti che rientrano nelle aree di interesse primario dell'INAF, quali lo studio del Sole, dei corpi del sistema solare, delle stelle, del mezzo interstellare e delle galassie, la cosmologia, lo sviluppo di tecnologie innovative per osservazioni dalla Terra e misure nello spazio. Le componenti dell'analisi teorica, delle osservazioni da terra e dallo spazio, della sperimentazione in laboratorio e delle relative analisi di dati contribuiscono a realizzare programmi che sempre più sono rivolti a studiare i processi astrofisici nella loro genesi ed evoluzione. Le ricerche sono caratterizzate da forte interdisciplinarità tra i vari settori dell'astrofisica teorica, osservativa e sperimentale e con settori scientifici contigui all'astrofisica (fisica fondamentale, chimica, biologia, elettronica, informatica, ingegneria, etc.). Le attività di sviluppo tecnologico per strumentazione astrofisica di terra e per lo spazio portano l'INAF-OAC a una particolare attenzione verso le potenzialità di ricadute nell'ambito del trasferimento tecnologico dei progetti svolti.
L'INAF-OAC è da considerare un unico laboratorio nel quale confluiscono attività sperimentali, teoriche ed osservative che, sia pur orientate a vari fini complementari per la ricerca astrofisica, convergono in un progetto: lo studio dell'universo nelle sue componenti costitutive.

### Il Laboratorio di fisica solare

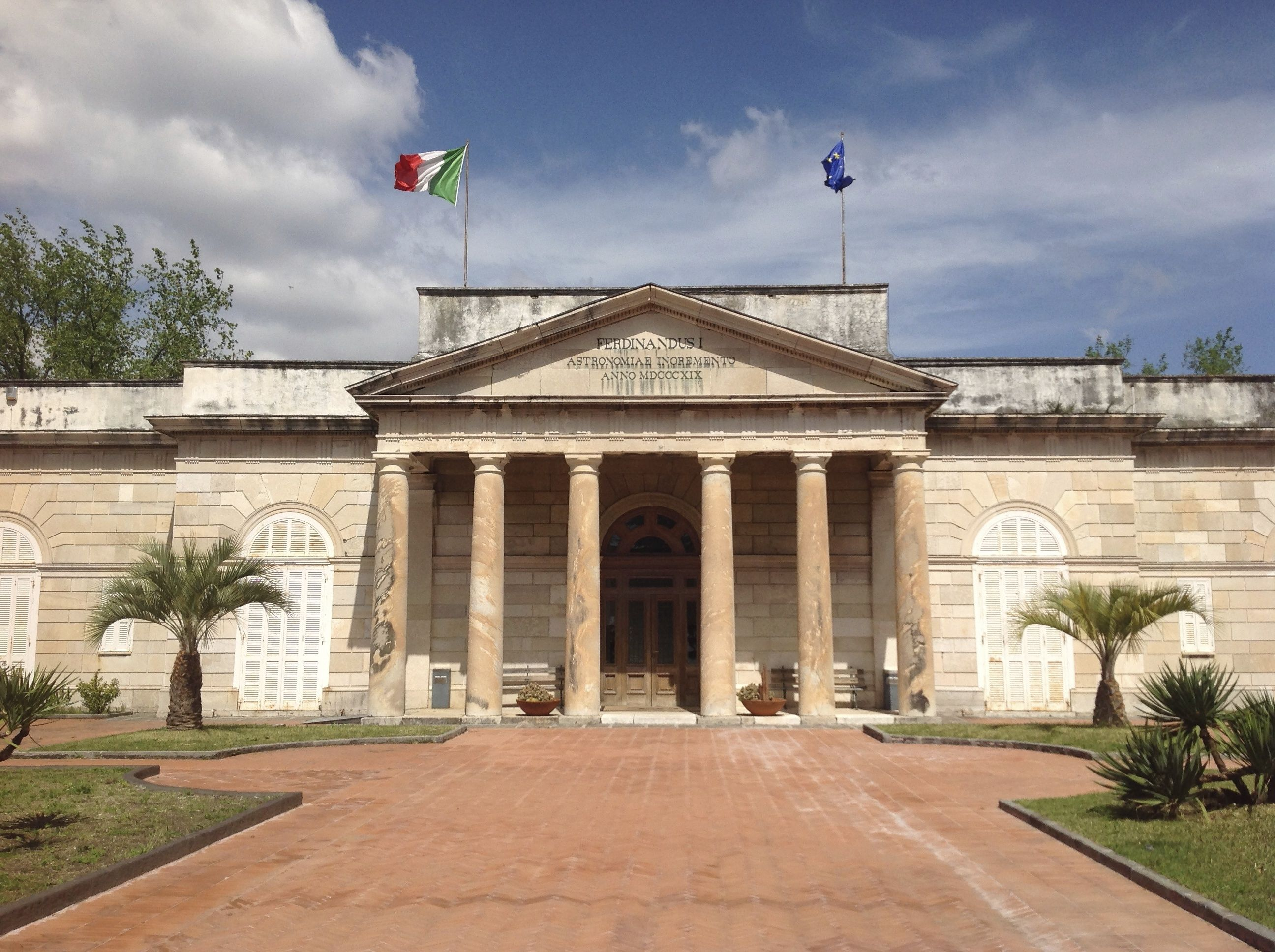
La facciata dell'osservatorio

Le ricerche in fisica solare dell'INAF-OAC si inseriscono nel contesto dell'evoluzione delle conoscenze sul Sole fortemente motivata dal progetto internazionale International Living With a Star – Vivere con una stella, attraverso studi dei processi dinamici e magnetici che avvengono nell'atmosfera solare. Questi processi sono in grado di influenzare in modo significativo le attività dell'uomo sulla Terra e nello spazio, e la loro conoscenza rappresenta un paradigma indispensabile per lo studio della fisica delle stelle.
I progetti di ricerca principali sono:
- Eliosismologia – studio di onde ed oscillazioni in fotosfera solare. L'enfasi è sulla caratterizzazione dei diversi tipi di onde (magneto)-idro-dinamiche e sulle proprietà dell'atmosfera che possono essere estratte dall'analisi spazio-temporale della dinamica. Da ricordare che le vibrazioni globali del Sole – l'embrione dell'eliosismologia – sono state scoperte negli anni settanta dalla stazione tedesca di Capri da F. L. Deubner.
- Composizione chimica dell'atmosfera solare esterna – anomalie, una questione aperta da molti anni e tuttora irrisolta;
- Energia emessa nell'estremo ultravioletto – stima quantitativa e distribuzione spettrale dell'irradianza;
- Sorgenti delle oscillazioni solari – ovvero "cos'è che fa vibrare il Sole?"; un argomento che unisce gli studi sulle parti interna ed esterna dell'atmosfera solare.

In ambito tecnologico, l'INAF-OAC svolge un ruolo-guida nel progetto CONCORDIASTRO/Italia. Il progetto prevede la realizzazione ed installazione del primo telescopio solare presso la base italo-francese Concordia a Dome C in Antartide. Lo scopo è svolgere un programma osservativo pilota, per poter definire la qualità del seeing solare in quel sito nella prospettiva di futuri e più ambizioni progetti osservativi.
Parallelamente, le attività sperimentali presso il Laboratorio di fisica solare dell'INAF-OAC si basano sull'utilizzo dello strumento VAMOS (Velocity And Magnetic Observations of the Sun) interamente progettato e realizzato presso l'INAF-OAC. Lo strumento, basato su filtri magneto-ottici è capace di acquisire immagini a Sole intero della dinamica e del campo magnetico fotosferici. È disponibile in laboratorio tutta la filiera per la manifattura delle celle a vapori di potassio in uso nel VAMOS e la verifica della loro banda passante, basata su sistema laser.

### Il Laboratorio di fisica cosmica e planetologia
Presso l'INAF-OAC opera un Laboratorio di fisica cosmica e planetologia, riconosciuto a livello internazionale, anche dalle agenzie spaziali europea (ESA) ed americana (NASA). Il laboratorio è equipaggiato con una vasta gamma di strumenti sofisticati e di avanguardia dedicati all'analisi fisico-chimica di composti solidi e molecolari.
Nel laboratorio vengono svolte:
- Simulazioni su materiali presenti e su processi attivi nello spazio
Le tecniche sperimentali utilizzate consentono di riprodurre in laboratorio i processi di formazione attivi intorno alle stelle e di evoluzione nel cosmo di composti a base di carbonio e silicio, fino alla nascita dei pianeti del nostro sistema solare, inclusa la Terra, che ha poi ospitato la vita, secondo la nostra accezione. Gli esperimenti riguardano l'interazione di atomi e fotoni UV con le superfici di grani di carbone, di silicati e di ghiacci con diversa composizione e struttura. Grazie alla strumentazione progettata e realizzata presso il laboratorio è possibile studiare, tra l'altro, i processi di formazione di legami chimici tra atomi (H, O) e superfici di particelle sub-microniche.
- Analisi su campioni di origine extraterrestre
L'INAF-OAC ha sviluppato tecniche di analisi che consento di studiare meteoriti e minutissime particelle provenienti dallo spazio la cui origine è associabile a Marte, comete ed asteroidi. In passato campioni sono stati forniti all'INAF-OAC dalla NASA o raccolti direttamente dalla stazione russa Mir nell'ambito di un progetto internazionale. L'INAF-OAC è stato accreditato dalla NASA per partecipare alle analisi delle particelle raccolte dalla sonda Stardust che, per la prima volta, ha ricondotto a Terra autentica polvere di cometa. L'INAF-OAC riceverà campioni originali e contribuirà alla costituzione della banca dati della NASA sulle particelle raccolte.
- Indagini mirate all'interpretazione di dati provenienti da missioni spaziali
Le analisi sperimentali su materiali e processi risultano indispensabili per interpretare i dati provenienti da osservazioni eseguite dalle più importanti missioni spaziali internazionali in corso o future. Questo aspetto comporta il coinvolgimento nelle missioni:
  - Missione spaziale Cassini-Huygens della NASA – strumenti VIMS (Visual and Infrared Mapping Spectrometer) e CIRS (Composite Infrared Spectrometer), che stanno fornendo dati sulla composizione e le proprietà superficiali degli anelli e delle lune di Saturno e sull'atmosfera di Saturno e di Titano;
  - Mars Express dell'ESA – strumento PFS (Planetary Fourier Spectrometer), che sta ricavando informazioni sui materiali presenti sulla superficie di Marte.
- Inoltre, presso l'INAF-OAC sta nascendo il centro di coordinamento nazionale per l'astrobiologia, ossia la scienza che si occupa di seguire le linee evolutive che hanno portato alla nascita della vita sulla Terra. Tale scienza è guidata da un forte carattere interdisciplinare, perché in essa convergono competenze di astronomia, chimica, biologia e geologia.

### Il Laboratorio di fisica stellare
Gli studi moderni sono rivolti a comprendere origine, evoluzione e destino dell'universo. A tale scopo occorre esplorare i meccanismi fisici ed i tempi caratteristici che regolano formazione, evoluzione e distribuzione spaziale delle popolazioni stellari che costituiscono le galassie. Inoltre, per comprendere le condizioni fisiche che hanno favorito la nascita del sistema solare e lo sviluppo della vita sulla Terra è importante studiare i parametri fondamentali e i meccanismi di formazione dei sistemi planetari. Il laboratorio di fisica stellare dell'INAF-OAC è impegnato nello studio delle fasi fondamentali della storia di una stella. Il programma richiede lo svolgimento di osservazioni con grandi telescopi da terra e dallo spazio e lo sviluppo di modelli teorici per la loro interpretazione, al fine di caratterizzare le diverse popolazioni stellari e sub-stellari (oggetti con massa poco più grande di quella di Giove). Il fine è ricavare informazioni sui parametri fisici fondamentali e sui meccanismi di formazione di stelle e sistemi planetari, sulle distanze cosmiche e sulla storia di formazione delle galassie.
I programmi in corso presso l'INAF-OAC mirano a decifrare:
- i percorsi evolutivi delle stelle nei primi stadi evolutivi, per identificare le condizioni che possono portare alla formazione di pianeti nei dischi circumstellari. La frontiera di queste ricerche si basa sull'applicazione di nuove tecniche di interferometria (a stelle giovani di tipo solare in sistemi binari / multipli) e di asterosismologia (a stelle pulsanti giovani).
- le proprietà fisiche delle popolazioni stellari, sia nella nostra che in galassie vicine. I target osservativi utilizzati come traccianti sono stelle variabili pulsanti (Cefeidi ed RR Lyrae), le cui oscillazioni periodiche obbediscono a relazioni fondamentali che legano il periodo e l'ampiezza della variazione luminosa ai parametri intrinseci stellari. In tale caso, i dati osservativi sono interpretati grazie a modelli idrodinamici appositamente generati per vincolare i parametri fisici (massa, distanza, temperatura, età e composizione chimica) delle stelle osservate e per derivare anche distanza e storia di formazione degli ammassi stellari e delle galassie che le ospitano.
- le caratteristiche delle stelle negli stadi finali della loro evoluzione. I target osservativi più significativi sono le nane bianche, che rappresentano la fase finale della maggior parte delle stelle della nostra Galassia, compreso – in futuro – il nostro sole. L'analisi comparativa delle osservazioni consente di stimare l'età del disco della Via Lattea e di definire il contributo delle nane bianche di alone quale carburante della materia oscura. Lo studio di fenomeni violenti in sistemi binari interagenti permette di tracciare l'evoluzione fino allo stadio di supernova e di derivare informazioni sull'origine dell'emissione di alta energia (X e gamma) della nostra Galassia. Infine, l'asterosismologia applicata alle nane bianche pulsanti consente di vincolare i parametri fisici, la struttura interna e i processi di raffreddamento e cristallizzazione che caratterizzano le fasi finali dell'evoluzione di queste stelle.

### Il Laboratorio di fisica delle galassie e cosmologia
Più di dieci miliardi di anni fa, l'universo cominciava ad assumere un aspetto simile a quello attuale. Dopo una fase primordiale in cui prevaleva una sostanziale uniformità, la cosiddetta "materia luminosa" si rivelava in forma di galassie, principalmente costituite da stelle, raggruppate in strutture su larga scala, quali gli ammassi di galassie. La materia oscura, che rappresenta probabilmente la maggior parte della massa dell'universo, si rivelava invece in modo indiretto attraverso il suo effetto gravitazionale sulla materia luminosa.
Il laboratorio di fisica delle galassie e cosmologia dell'INAF-OAC è fortemente impegnato in studi mirati a fare chiarezza sugli aspetti salienti che hanno determinato l'evoluzione dell'universo fin dalle sue fasi iniziali. Per questi studi, gli astronomi dell'INAF-OAC hanno accesso ai più avanzati strumenti disponibili a livello internazionale, come i telescopi dalla classe dei 4 m (ESO-NTT) a quella degli 8 m (ESO-VLT), il Telescopio Nazionale Galileo (TNG), il Keck, il KPNO, il WHT ed il telescopio spaziale HST. Inoltre, l'elaborazione mediante teorie dei dati ottenuti da osservazioni consente di porre vincoli alle proprietà fisiche ed ai meccanismi di formazione ed evoluzione delle galassie.
I temi sui quali il laboratorio di fisica delle galassie e cosmologia dell'INAF-OAC sta concentrando le proprie energie sono:
- massa, età e composizione chimica delle galassie. Porre vincoli affidabili su queste quantità fondamentali è possibile solo grazie ad osservazioni in un intervallo di lunghezze d'onda molto ampio (ultravioletto – infrarosso), mirate a studiare le proprietà globali delle popolazioni di galassie, la struttura interna e le proprietà delle popolazioni stellari di galassie di tutti i tipi morfologici, appartenenti ai diversi ambienti cosmici e di diversa età (diversi redshift). Sono state finora studiate con successo le proprietà delle galassie appartenenti ad ammassi e, per una classe di galassie (early-type), sono stati ottenuti nuovi risultati sulle leggi di scala;
- proprietà e distribuzione della materia oscura su piccola scala (galassie) e grande scala (ammassi di galassie). Questo obiettivo richiede il ricorso a varie metodologie complementari:
  - lo studio della distribuzione dei moti delle stelle e del gas nelle galassie, utilizzando traccianti cinematici come le nebulose planetarie;
  - lo studio di distribuzione spaziale e forma degli aloni di materia oscura delle galassie, come gli anelli polari;
  - l'analisi degli effetti della deflessione gravitazionale subita dalla luce emessa da una galassia (lensing gravitazionale) e la sua deformazione, nel passaggio accanto ad altre galassie. Alte concentrazioni di materia oscura, come negli ammassi di galassie, producono fenomeni astronomici molto evidenti e spettacolari (strong lensing). Le deformazioni di galassie lontane ad opera della materia oscura presente nell'universo (weak lensing) sono effetti rivelabili solo con un'analisi statistica di un elevato numero di galassie. Le recenti rassegne (survey) ottiche su grandi campi del cielo stanno dimostrando la potenza di questo strumento per determinare le proprietà e la distribuzione della materia oscura nell'Universo;
- scala delle distanze extragalattiche per la determinazione della distanza di galassie anche molto lontane da noi. Le distanze sono fondamentali per determinare parametri come le dimensioni e la luminosità delle galassie e la velocità di espansione e l'età dell'universo (costante di Hubble). A questo scopo è necessario individuare indicatori primari (più vicini a noi) sulla base dei quali calibrare indicatori secondari (che raggiungono distanze sempre maggiori). Indicatori primari fondamentali, oggetto di studio accurato, sono le stelle variabili (Cefeidi e RR Lyrae). Significativi risultati sono già stati ottenuti per la più importante classe di indicatori secondari (Supernovae di tipo Ia) e per la funzione di luminosità degli ammassi globulari.

### Il Laboratorio di tecnologie dalla Terra
Telescopi e strumentazione per osservazioni dalla Terra costituiscono lo strumento primario per svolgere attività di ricerca astronomica e, al contempo, permettono di sviluppare competenze tecnologiche di estremo valore applicabili anche ad altri settori applicativi. La progettazione di telescopi e strumentazione per telescopi ottici dalla Terra è una linea di ricerca tecnologica di punta del laboratorio di tecnologie per telescopi e strumentazione dalla Terra dell'INAF-OAC. Esso partecipa a progetti di interesse nazionale, come il Telescopio Nazionale Galileo (TNG), installato alle Isole Canarie, e la diretta responsabilità nella realizzazione di telescopi nazionali, come il Toppo Telescope no. 1 (TT1) installato a Castelgrande (PZ), ed internazionali, come il VLT Survey Telescope (VST) ed il Visible MultiObject Spectrograph (VIMOS), realizzati per l'European Southern Observatory (ESO). Tali attività, in parte ancora in corso, hanno consentito l'acquisizione di competenze nei diversi settori della progettazione.
Le aree di competenza presenti sono:
- Progettazione meccanica, dalla fase di esecuzione dei disegni di dettaglio di sistemi con tolleranze molto stringenti, a quella di verifica del prodotto;
- Sistemi di automazione e controllo, per la movimentazione di precisione di telescopi e della strumentazione associata, con sviluppo di algoritmi di controllo;
- Progettazione ottica con software specialistici;
- Analisi per la modellazione delle strutture e come ausilio alla progettazione meccanica;
- Software di controllo su piattaforme varie;
- Modellazione e simulazione di sistemi dinamici, con particolare interesse verso il nascente settore dell'integrated modeling (utilizzo combinato e simultaneo di software differenti);
- Ottica attiva, dallo sviluppo degli algoritmi per l'analisi del fronte d'onda ed il calcolo delle forze di correzione degli attuatori alla realizzazione elettro-meccanica degli attuatori stessi;
- Progettazione di robot paralleli per il posizionamento delle ottiche, con sviluppo di algoritmi per la cinematica diretta e inversa;
- Progettazione di dispositivi elettrici per l'alimentazione e il controllo degli azionamenti.

### Il Laboratorio di tecnologie spaziali
Il progresso delle conoscenze sul nostro Sistema solare è basato sempre più su sistemi automatici spaziali in grado di visitare i corpi che lo costituiscono e di inviare a Terra informazioni altrimenti impossibili da ottenere. La nuova frontiera è rivolta anche alla possibilità di riportare a Terra campioni raccolti nello spazio per svolgere analisi accurate con strumentazione sofisticata per svelare i segreti delle caratteristiche fisiche-chimiche di corpi differenti dalla nostra Terra.
Il Laboratorio di tecnologie spaziali dell'INAF-OAC è leader internazionale nella progettazione, sviluppo e realizzazione di strumenti spaziali per l'esplorazione del Sistema solare. Il know-how acquisito ed in continuo sviluppo riguarda la realizzazione di strumenti per: rilevamento, cattura ed analisi di grani di polvere in vari ambienti spaziali, osservazioni ad elevatissima risoluzione spaziale, analisi biochimica di campioni di superfici planetarie.
I principali strumenti spaziali dei quali l'INAF-OAC è responsabile sono:
- GIADA (Grain Impact Analyser and Dust Accumulator) per la missione spaziale Rosetta,cornerstone dell'ESA, dedicata allo studio della cometa 67P/Churyumov-Gerasimenko. GIADA consentirà, per la prima volta, di misurare massa di singole particelle espulse dal nucleo cometrario.
- MEDUSA (Martian Environmental DUSt Analyser) per il primo rover dell'ESA, ExoMars, che visiterà Marte. MEDUSA fornirà misure dirette sui parametri riguardanti le proprietà fisiche e dinamiche della polvere e l'abbondanza di vapore acqueo su Marte.
- DUSTER (Dust from the Upper Stratosphere Tracking Experiment and Return) è uno strumento destinato alla raccolta di particelle di polveri interstellari e interplanetarie presenti nell'alta stratosfera terrestre (35–40 km). La successiva analisi in laboratorio delle particelle raccolte dà informazioni sui processi di formazione stellare e del Sistema solare. L'analisi dei campioni raccolti avviene con la strumentazione disponibile presso i laboratori dell'INAF-OAC.
- SIMBIO-SYS (Spectrometers and Imagers for Mercury Planetary Orbit BepiColombo - Integrated Observatory SYStem) per la missione spaziale BepiColombo, cornerston dell'ESA, per lo studio di Mercurio. L'INAF-OAC è responsabile del canale per immagini ad elevatissima risoluzione spaziale incluso nello strumento.

### Attività di trasferimento tecnologico
I progetti tecnologici per applicazioni astrofisiche, sia dalla Terra che dallo spazio, dell'INAF-OAC hanno condotto a sviluppare conoscenze e know-how di interesse per applicazioni in altri ambiti applicativi. Questa prospettiva si è già concretizzata nelle seguenti azioni:
- Studio di fattibilità per la realizzazione di un sistema per il monitoraggio di particolato atmosferico PM2,5
Tale studio, svoltosi nel 2005 e della durata di quattro mesi, è stato commissionato dalla Pirelli Labs ad INAF; le attività si sono svolte presso il laboratorio di fisica cosmica e planetologia dell'INAF-OAC e si sono basate sulle competenze e sulla dotazione strumentale disponibili presso la struttura.
- Sviluppo di sensori di polvere nel progetto PRISMA
Tale sviluppo rientra tra le attività inserite nel "Progetto per l'Innovazione e lo Sviluppo nel Mezzogiorno delle Aziende" – PRISMA Parte 1 – Azioni pilota per il trasferimento di tecnologie innovative di impatto sul tessuto aziendale del Mezzogiorno, di durata annuale avviato nel 2006. Il progetto coinvolge, oltre all'INAF-OAC, alcune piccole e medie industrie campane e del Mezzogiorno.
- Proposta per un'Azienda di Spin-off dell'INAF
La Novatrech s.r.l., costituita da giovani dottorati ed ingegneri formati presso l'INAF-OAC si è costituita nel 2005 ed ha presentato domanda per essere riconosciuta quale azienda di spin-off dell'INAF, avendo come struttura di riferimento per la propria incubazione l'INAF-OAC.

### Attività di alta formazione
L'INAF-OAC ha già una solida presenza, ed è fortemente motivato ad incrementare ulteriormente, nel percorso formativo universitario e di qualificazione post-universitaria dei giovani, attraverso convenzioni/collaborazioni con gli atenei della Campania e di altre regioni meridionali, in un contesto di interazione interdisciplinare.
I compiti sopra menzionati si sostanziano e trovano possibilità concrete di attuazione nei programmi di ricerca scientifica e di sviluppo tecnologico che si svolgono presso l'INAF-OAC. Molti di essi sono proiettati in un contesto di responsabilità e collaborazioni nazionali ed internazionali, risultando, così, uno strumento estremamente qualificante per i giovani coinvolti.
Va rilevato che si svolgono corsi di perfezionamento, convenzioni quadro tra l'INAF-OAC e le Università Federico II e "Parthenope" di Napoli, nonché con l'Università degli Studi di Lecce, per il coinvolgimento dell'INAF-OAC nei programmi di formazione a livello laurea e post laurea di tali atenei. Si prevede di promuovere analoghe iniziative con gli altri atenei campani.

### Attività di divulgazione
L'attività di divulgazione è curata in maniera particolare e resta un elemento di particolare attenzione da parte dell'INAF-OAC.
La strategia seguita dall'INAF-OAC in questo settore si basa su una costante presenza nel tessuto sociale e culturale campano.
Alcune iniziative sono state organizzate in progetti sponsorizzate da varie istituzioni:
- L'astrofisica va a scuola: il telescopio come strumento ingegneristico e di osservazione: teoria e pratica di un progetto innovativo - Sponsor: MIUR (legge 6/2000 per la diffusione della cultura scientifica)
- Astronomia fai da te: dalla pratica alla teoria tramite la realizzazione di uno specchio astronomico - Sponsor: MIUR
- Dal Sole alle stelle: come cambia l'osservazione del cielo attraverso l'uso di strumentazione antica e moderna - Sponsor: MIUR
- Giga & Stick: un cartone animato per i bambini. Le avventure dei due personaggi, nati dalla mano di Nicola Barile, risultano essere uno strumento innovativo per diffondere, divertendo, la cultura astronomica tra i ragazzi.[10]

## Esposizioni

### Il patrimonio della biblioteca
La biblioteca dell'INAF-OAC, voluta da Federigo Zuccari negli anni 1812-1815 contestualmente alla costruzione dell'osservatorio, è dotata di un considerevole patrimonio librario antico e moderno: oltre 36 000 volumi tra monografie e periodici di carattere specialistico e divulgativo.
La sezione antica rappresenta nel suo genere uno dei fondi più prestigiosi esistenti nel Sud Italia perché accoglie testi astronomici di indiscutibile valore storico-scientifico, quali ad esempio la prima edizione del De revolutionibus orbium coelestium di Niccolò Copernico. Incrementatasi nel corso degli anni per effetto di importanti donazioni, quale ad esempio quella cospicua effettuata nel 1964 dall'ing. Giuseppe Cenzato, la sua consistenza ammonta a 2659 volumi. Completano ed arricchiscono tale collezione 48 testate di periodici antichi, ossia testate di cui si possiedono annate anteriori al 1831 e circa 300 edite tra il 1831 e gli inizi del Novecento.
Nei circa due secoli di vita della biblioteca, nessun volume è stato mai sottoposto ad intervento di recupero e restauro. Pertanto negli ultimi anni l'INAF-OAC sta svolgendo progetti di conservazione, tutela e pubblico uso del patrimonio bibliografico. Inoltre, la dotazione bibliografica dell'INAF-OAC è in buona parte archiviata con procedure informatiche che ne consentono una consultazione anche via web, per garantire l'accesso al pubblico.

### Il Museo degli strumenti astronomici
Il Museo degli strumenti astronomici - MuSA - dell'Osservatorio espone i principali strumenti della collezione storica, oltre centotrenta oggetti, ed è una testimonianza, unica in tutto il Mezzogiorno continentale, di quella che fu la strumentazione astronomica usata in tutto l'Ottocento e nei primi decenni del Novecento: teodoliti, cerchi meridiani, fotometri, spettrografi, cannocchiali, strumenti di calcolo, orologi, etc. Il percorso museale permette un viaggio affascinante negli oltre due secoli di vita dell'astronomia a Napoli. Tra gli strumenti scientifici presenti nelle sale espositive del MuSA fanno bella mostra II globo celeste (1589) e l'orologio astronomico (1567), provenienti dalla Collezione Famese, il telescopio equatoriale di Fraunhofer, con una lente da 17,5 cm di diametro, la più grande mai costruita fino al 1814, lo specchio di Herschel, tra i più grandi telescopi riflettori di fine Settecento. Cosi come rivestono una grande importanza storica e scientifica il telescopio equatoriale di Merz (1863), il primo telescopio acquistato in Italia dopo l'Unità e il sestante equatoriale di Sisson (metà XVIII secolo), appartenuto al principe Spinelli di Tarsia e usato da Rizzi Zannoni per le prime osservazioni fatte da Castel Sant'Elmo, e il cerchio meridiano di Reichenbach, tra i primi e importanti strumenti dell'Osservatorio. Completano il percorso di visita il padiglione del cerchio meridiano di Repsold, strumento acquistato nel 1869 anche grazie al contributo finanziario del Comune di Napoli, e lo strumento dei passaggi di Bamberga. Questi strumenti costituiscono esempi autentici e originali degli ambienti di lavoro del periodo storico cui si riferisce il museo e forniscono, perciò, un'esatta e completa informazione su luoghi, strumenti, accessori e atmosfera in cui si faceva astronomia nel periodo che va dalla fondazione dell'osservatorio napoletano alla metà del XX secolo. La collezione si arricchisce anche di oltre 70 opere d'arte, come carte cosmografiche e geografiche, tra tutte la Mappa del Duca di Noja (1775), incisioni, ritratti, sculture, come il busto di Ernesto Capocci realizzato da Vincenzo Gemito, e opere di arte contemporanea. Inoltre, insieme a molti altri interessanti strumenti matematici e meteorologici, nel MuSA sono esposti alcuni tra i testi di maggior valore storico e scientifico della Biblioteca antica coma la prima edizione del De revolutionibus orbium coelestium di Copernico (1543), De Spaere mundi  di Sacrobosco (1488), Sidereus nuncius di Galilei e l'Atlas Coelestis di Doppelmayer (1742).

### Installazioni di arte contemporanea
Il parco dell'osservatorio presenta diverse installazioni permanenti di arte contemporanea, tra le quali compare "Disco" di Bizhan Bassiri, "Visibile ed invisibile" di Giovanni Anselmo e "Orsa maggiore" di Quintino Scolavino.
Il 16 novembre 2017 viene inaugurato il busto di Jurij Gagarin, donato da un ente russo in memoria del primo uomo ad essere stato nello spazio. Il busto si trova all'esterno del nuovo planetario, intitolato proprio al cosmonauta.

## Prospettive sull'osservatorio
L'INAF-OAC è fulcro di alcuni programmi per i quali riesce a convogliare presso la struttura fonti di finanziamento idonee a svolgere al meglio i programmi di ricerca di maggiore rilevanza. Per l'attuazione e la realizzazione delle proprie attività scientifiche, l'INAF-OAC può contare su un pool di personale tecnico-amministrativo di elevato profilo professionale.
L'INAF-OAC ha già ottime interazioni con università ed altri enti di ricerca della Campania e del sud che vanno ulteriormente approfondite e consolidate. Questo garantisce un bacino per fruttuose collaborazioni di ricerca e per la selezione di giovani ricercatori che possano formarsi, crescere e maturare nell'ambito dei programmi dell'INAF-OAC.
L'INAF-OAC insiste su un territorio nel quale realtà aziendali sono interessate a processi di collaborazione per ricerca e sviluppo e per trasferimento tecnologico di interesse per l'INAF-OAC, anche in combinazione con attività di promozione per il Mezzogiorno.
Infine, l'INAF-OAC è impegnato nella diffusione della cultura, la divulgazione e la comunicazione in tutte le occasioni offerte da eventi astronomici idonei a un'operazione di interazione col pubblico vasto. Ma l'INAF-OAC è anche attento ad ospitare occasioni di incontro col pubblico non necessariamente legate esclusivamente alle proprie attività istituzionali.
L'Istituto Nazionale di Astrofisica-Osservatorio Astronomico di Capodimonte è, inoltre, chiamato a:
- svolgere un ruolo di guida per ricerche astrofisiche di punta nel panorama nazionale ed internazionale, con particolare attenzione alle competenze disponibili nel Mezzogiorno;
- promuovere lo sfruttamento delle metodologie e delle capacità inventive e progettuali per stimolare il trasferimento tecnologico verso realtà aziendali operanti nel Mezzogiorno;
- intervenire in maniera attiva e propositiva nel percorso formativo universitario e di qualificazione post-universitaria dei giovani, in sinergia con le Università campane e con altri centri e realtà scientifiche e tecnologiche che operano nel Mezzogiorno;
- assolvere ad un compito di divulgazione della cultura scientifica a vari livelli ed in tutte le occasioni che consentono di portare all'attenzione del pubblico i temi scientifici di cui è padrona;
- gestire gli aspetti della comunicazione tra il mondo scientifico dell'astrofisica e le realtà culturali Campane in un contesto interattivo ad ampio respiro.

L'INAF-OAC intende impegnarsi in maniera sempre più consistente in queste attività, consapevole che le eccellenze scientifiche e tecnologiche svolgono un ruolo essenziale per il progresso e la modernizzazione culturale, non solo nello specifico settore di pertinenza, ma – più in generale – della società con cui è a contatto.

## Direttori
- Giuseppe Cassella (1791-1808)
- Ferdinando Messia de Prado (1809-1810)
- Federigo Zuccari (1811-1817)
- Carlo Brioschi (1818-1833)
- Ernesto Capocci (1833-1850)
- Leopoldo Del Re (1850-1855) interim
- Leopoldo Del Re (1855-1860)
- Ernesto Capocci (1860-1864)
- Annibale de Gasparis (1864-1889)
- Emanuele Fergola (1889-1909)
- Francesco Contarino (1910-1912)
- Azeglio Bemporad (1912-1932)
- Luigi Carnera (1932-1948)
- Attilio Colacevich (1948-1953)
- Tito Nicolini (1953-1955) incaricato
- Massimo Cimino (1955-1957)
- Tito Nicolini (1957-1969)
- Mario Rigutti (1969-1992)
- Massimo Capaccioli (1993-2005)
- Luigi Colangeli (2005-2010)
- Massimo Della Valle (2010-2017)
- Marcella Marconi (2018-2023)
- Pietro Schipani (2024- )